# Reysa Bernson
Reysa Verhaeghe o Reysa Bernson (Lille, 26 de septiembre de 1904 – Auschwitz, 1944) fue una astrónoma francesa. Fundó la Association Astronomique du Nord en 1923. Fue especialmente conocida por su labor de divulgación de la astronomía en Francia mediante demostraciones públicas y el desarrollo de planetarios.

## Biografía
Era hija de Désiré Verhaeghe y Dweira Bernson-Verhaeghe, ambos doctores. En 1920, sus padres se separaron, aunque no se divorciaron. Después de la separación, Reysa utilizó con frecuencia el apellido de su madre, Verhaeghe. Su padre murió cuando ella tenía 26 años.
Cursó el bachillerato en el Lycée Fénelon de Lille. En 1921, obtuvo el grado de Ciencias y Lenguas y completó su primer año de estudios rusos en la Universidad de Lille, que finalizó en 1923. En 1922, se matriculó en la Facultad de Ciencias, y en 1924, terminó la licenciatura en ciencias. En los años siguientes, obtuvo certificados en varios campos: astronomía, química, y radiotelegrafía. En 1927, consiguió el título de profesora. En 1934, se doctoró en astronomía por la Universidad de Lille.
Bernson participó activamente en la vida estudiantil de la Universidad de Lille y formó parte de la reanudación de la publicación estudiantil Annales de la Asociación de Estudiantes de Lille. En 1926, Bernson fue delegada en el 15.º Congrès de l'Union Nationale des Étudiants de France en Poitiers. Al año siguiente, se convirtió en tesorera del recién creado sindicato de estudiantes de Lille. El 27 de abril de 1927, fue elegida vicepresidenta de la Unión Nacional de Estudiantes, siendo la única mujer elegida para un puesto en el gabinete de la organización.
En 1928 y de 1931 a 1934, además de sus estudios, Bernson trabajó como preparadora deportiva, en la Universidad de Lille.

## Trayectoria
Bernson fue una apasionada de la astronomía desde muy joven. El 5 de mayo de 1920, con 16 años, fue admitida en la Sociedad Astronómica de Francia. En 1923, fundó la Association Astronomique du Nord (AAN), una organización cuyo objetivo era fundar un observatorio y una biblioteca, así como reunir a los astrónomos aficionados de la región. Bernson también se dedicó a iniciar a los estudiantes de toda la región en la astronomía. En 1932, ganó el premio Henry Rey de la Société Astronomique de France en reconocimiento a su labor de divulgación de la astronomía.
En 1936, Reysa Bernson, junto con Henri Lhote, creó un grupo de exploradores de Francia, el Grupo Camille Flammarion, para fomentar la participación de los jóvenes en la astronomía. El grupo organizaba excursiones de observación de estrellas y aprendía a leer mapas estelares.
Al año siguiente, en 1937, fue la secretaria general del Planetario de la Exposición Internacional de París, que recibió unos 800.000 visitantes durante los seis meses que duró. Dos visitantes notables del Planetario fueron los astrónomos Armand Delsemme y Gérard de Vaucouleurs. En 1938, Bernson fue reconocida por su trabajo durante la exposición para animar a más personas a unirse a la sociedad, recibiendo dos premios de la Société Astronomique de France: el Prix de l'Observatoire de la Guette y la Médaille commémorative.
El 2 de junio de 1940, doce días antes de que los nazis invadieran París, Bernson se reunió con otros miembros de la Société Astronomique en la tumba de Camille Flammarion en el Observatorio Camille Fammarion, cerca de la ciudad. Los archivos indican que Bernson mantuvo su actividad profesional durante la ocupación hasta 1943.

## Muerte
El 23 de febrero de 1944, Bernson, junto con su madre, Dweira Bernson-Verhaeghe, fueron detenidas en Dreux, al oeste de París, por ser judías. A pesar de los esfuerzos de los amigos en Lille para salvarles, fueron enviadas poco después a un campo de concentración en Drancy, con una parada de un día en Chartres. El 7 de mayo, fueron enviadas a Auschwitz, donde fueron asesinados por los nazis.

## Reconocimientos
Hay un asteroide que lleva el nombre de Bernson: 21114 Bernson.
Por decisión del consejo municipal en 2018, existe una alameda Reysa Bernson en el barrio de Saint-Maurice Pellevoisin de la ciudad de Lille.